# Комуністичний космос
«Комкосмос» («Комуністичний космос») — мистецьке угруповання українських, яке діяло в Києві, панфутуристів (Олекса Слісаренко, Ґео Шкурупій, Микола Терещенко та маляр О. Шимков), які в липні 1921 опублікували декларацію (за підписом О. Слісаренка, Гео Шкурупія, М. Терещенка і художника О. Шимкова), де виклало свою програму. Виступаючи "під прапором космічного комунізму" та базуючись на ідеях пролеткультівства, група декларувала боротьбу проти традиц. форм мистецтва, надаючи йому лише педагогічного значення, а мірилом краси вважала соціальну доцільність. На початку 1921 року «Комкосмос» увійшов до складу літературної організації «Аспанфуту».